# Аснар I Санше
Аснар I Санше (Азнар Санчес; баск. Aznar Antso, фр. Aznard Sanche, гаск. Aznar Sans; ум. 836) — граф Васконии с 820 года.

## Биография
Аснар считается сыном герцога Васконии Санша I Лупа, однако некоторые исследователи отождествляют его с графом Арагона Аснаром I Галиндесом.
В 819 году графы Беренгер Тулузский и Гверин Провансский, посланные в Васконию по приказу короля Аквитании Пипина I для подавления восстания, захватили в плен герцога Васконии Лупа III Сантюля. Вместо него правителем Васконии был поставлен Аснар Санше, но герцогского титула он не носил, под его управлением оказалось графство Васкония. Однако Памплона и Арагон оказались вне зоны влияния Каролингской империи, да и в западной Васконии последние антифранкские выступления прекратились только в 820 году.
Желая восстановить контроль над территорией Наварры и Арагона, император Людовик I Благочестивый в 824 году организовал поход против Иньиго Аристы, графа Памплоны. Войско возглавили Аснар Санчес и граф Эбль. Франкам удалось дойти до Памплоны, но никаких подробностей об этом событии неизвестно. На обратном пути, по сообщению «Анналов королевства франков», Аснар и Эбль попали в засаду, устроенную басками в Ронсевальском ущелье. Почти всё их войско было уничтожено, а оба полководца попали в плен. Граф Эбль был отправлен в качестве трофея к эмиру Абд ар-Рахману II в Кордову, а герцог Аснар Санше, как единоплеменник басков и кровный родственник их правителя, был отпущен на свободу.
В 828 году Васкония опять восстала и Аснар вместе с маркизом Бернаром Септиманским усмирял его. А в 836 году во время очередного васконского восстания Аснар был убит. Его место, несмотря на сопротивление короля Пипина I, занял брат Аснара, Санчо (Санш) II Санше.

## Брак и дети
Имя жены Аснара неизвестно. Вероятно у него был один сын:
- Гарсия (ум. после 846), граф де Комменж, родоначальник родов Комменж и Фуа-Каркассон.

## Комментарии
1. ↑  О том, кто из двух живших тогда Аснаров — Аснар I Санше или Аснар I Галиндес — участвовал в походе 824 года, среди современных историков нет единой точки зрения[3].